# 西警察署 (愛知県)
西警察署（にしけいさつしょ）は、愛知県警察が管轄する警察署の一つである。

## 所在地
- 名古屋市西区天神山町3番25号

## 管轄区域
- 名古屋市西区

## 組織
- 警務課
  - 警務係
  - 住民サービス係
  - 留置管理係
- 会計課
  - 会計係
- 生活安全課
  - 生活安全(第一係・第二係)
  - 少年係
  - 保安(第一係・第二係)
- 地域課
  - 地域総務係
  - 地域(第一係～第三係)
  - 特別警戒隊
- 刑事課
  - 刑事総務係
  - 強行(第一係・第二係)
  - 盗犯係
  - 鑑識係
  - 知能係
  - 暴力薬物係
- 交通課
  - 交通総務係
  - 交通規制係
  - 指導取締係
  - 事故捜査係
- 警備課
  - 警備係
  - 外事係

## 交番
（ ）の中は所在地
- 平田交番（名古屋市西区平中町30番地）
- 小田井交番（名古屋市西区上小田井2丁目11番地）
- 比良交番（名古屋市西区比良3丁目126番地）
- 大野木交番（名古屋市西区大野木4丁目185番地）
- 上名古屋交番（名古屋市西区上名古屋2丁目15番15号）
- 那古野交番（名古屋市西区那古野2丁目26番1号）
- 押切交番（名古屋市西区則武新町1丁目8番22号）
- 枇杷島交番（名古屋市西区枇杷島3丁目20番12号）
- 名塚交番（名古屋市西区庄内通2丁目23番地8）

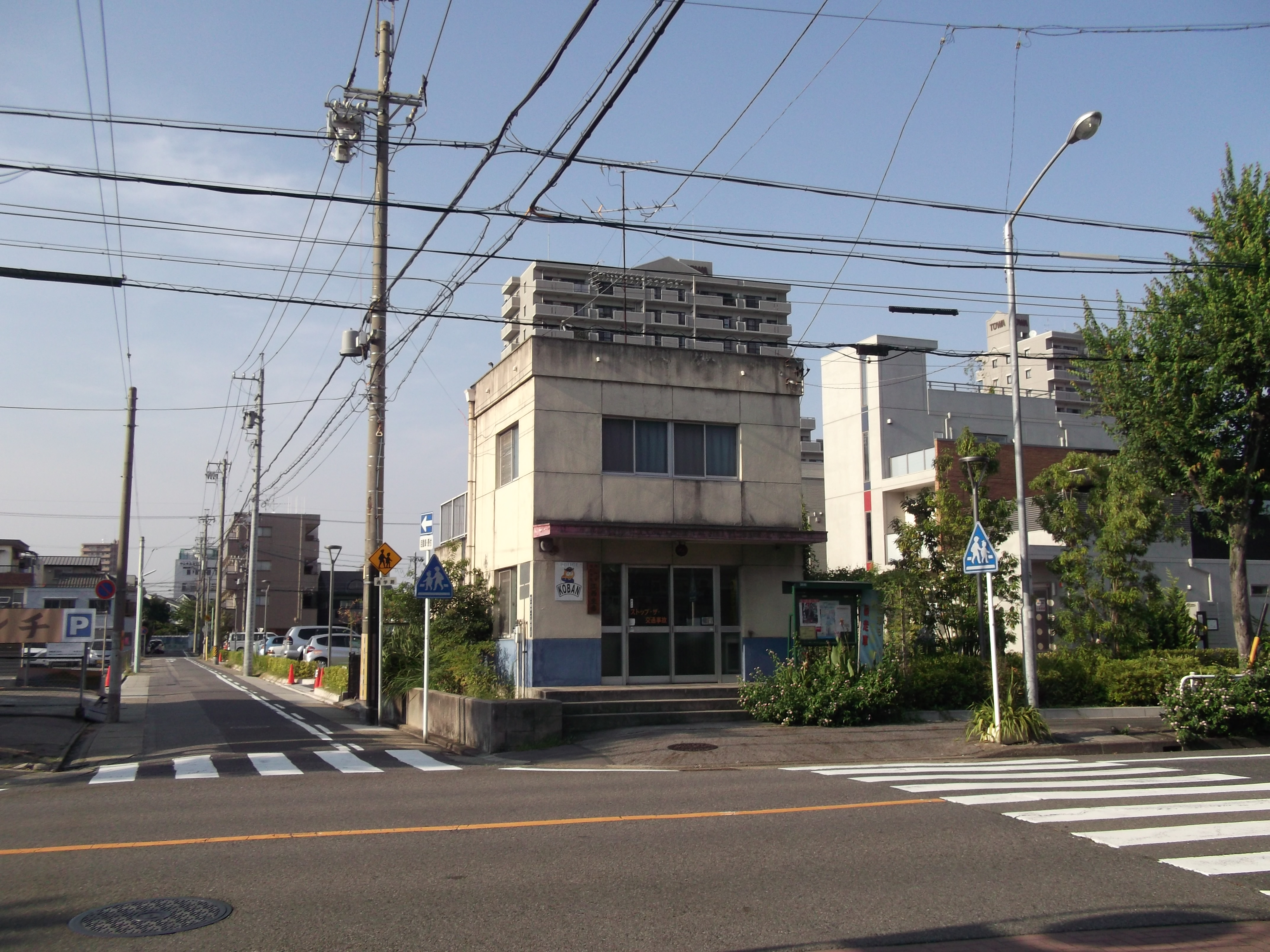
江西交番
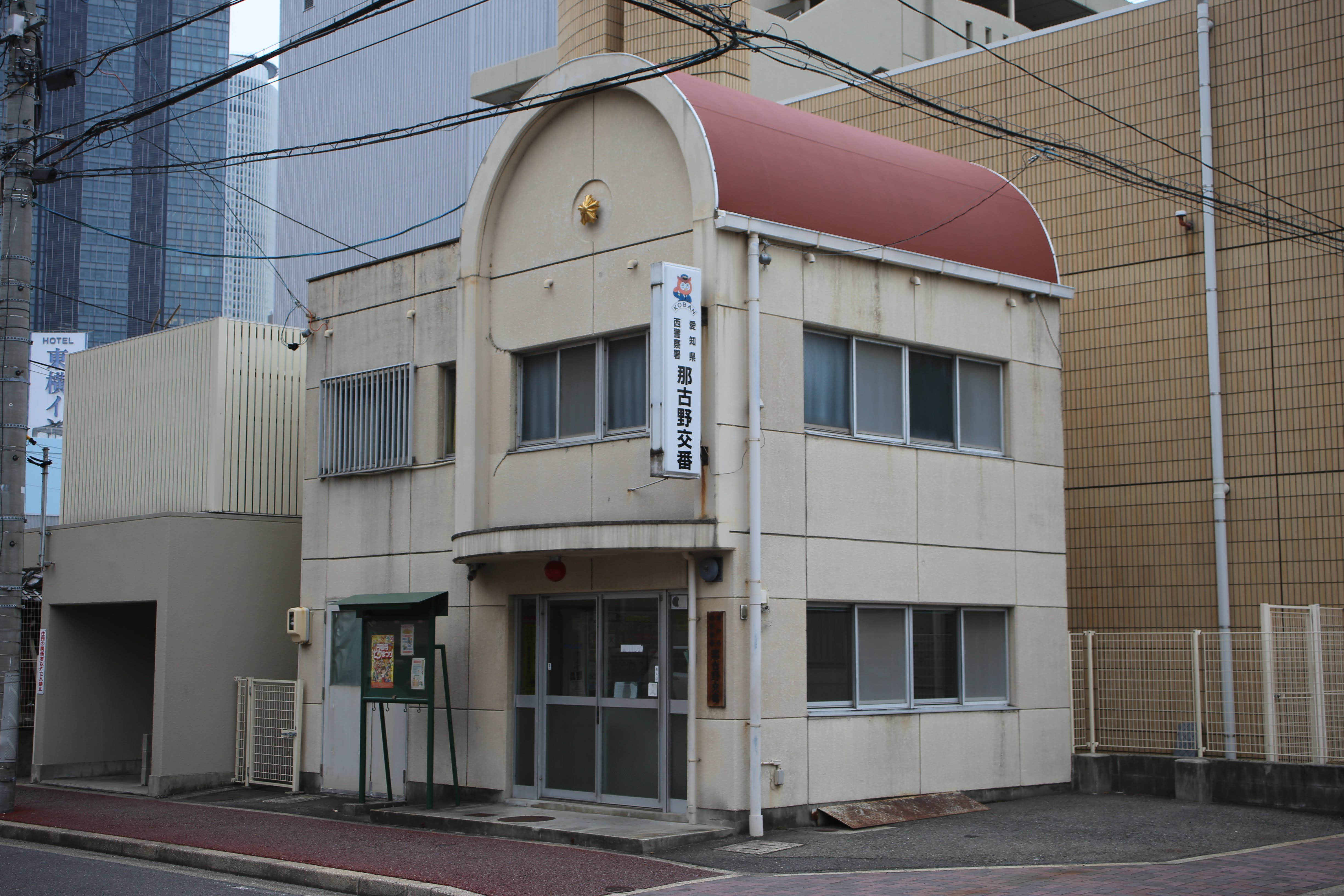
那古野交番（2017年7月）
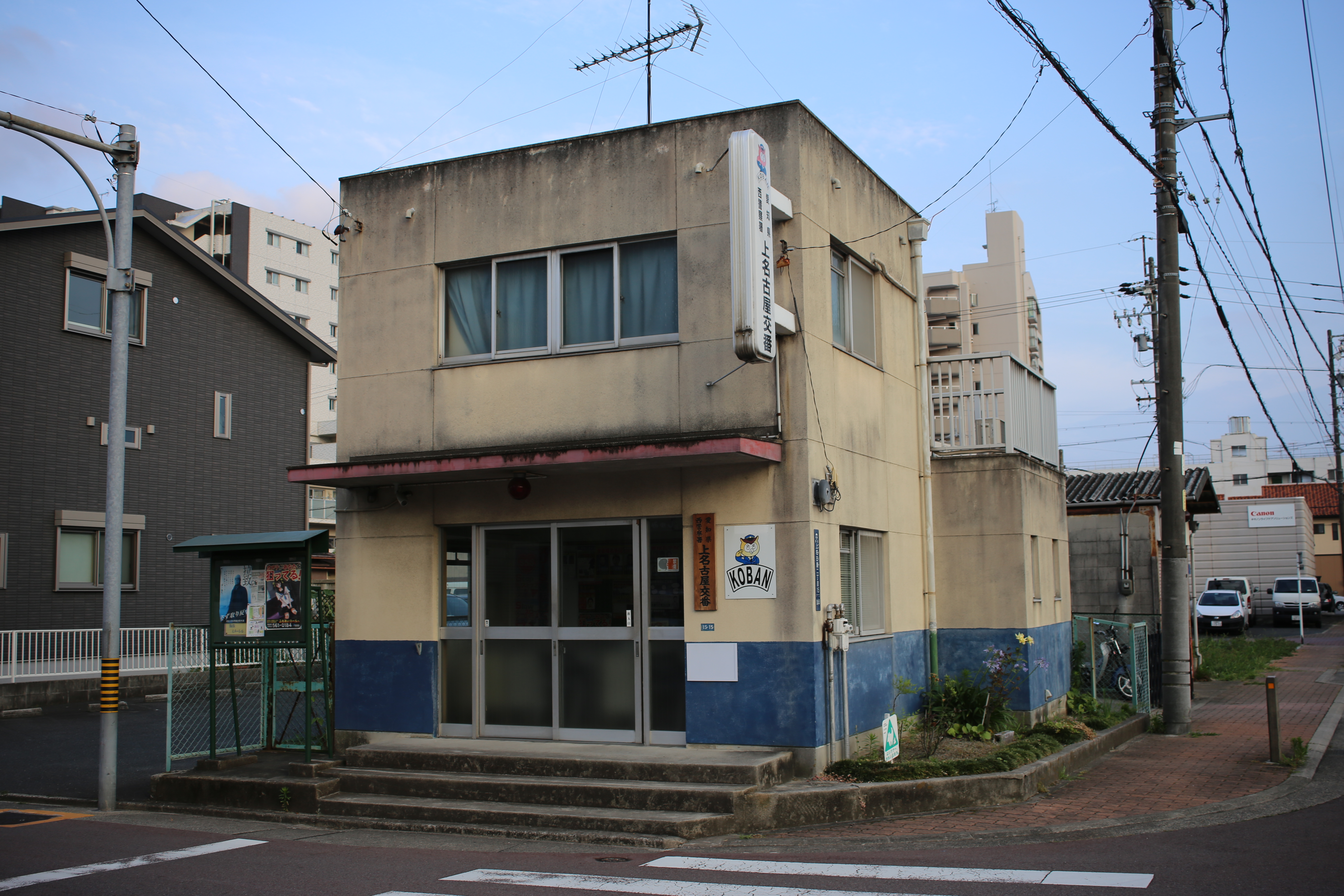
上名古屋交番（2015年6月）

## 駐在所
なし

## 主な未解決事件
- 名古屋市西区主婦殺害事件